# Жигалкович, Алексей Александрович
Алексей Александрович Жигалкович (род. 18 апреля 1996, Минск, Беларусь) — белорусский певец, победитель конкурса песни «Детское Евровидение — 2007».

## Биография
Алексей начал петь в 5 лет. Его первым педагогом по эстрадному вокалу стала композитор и певица Молчан Татьяна Николаевна. В 6 лет поступил в минскую Школу искусств на отделение фортепиано. После 2006 года уроки эстрадного пения получал у известных белорусских исполнителей: Ольги Вронской, Нелли Дущинской, Петра Елфимова. Сочиняет песни с девяти лет.
До 9 лет был солистом Театра детской эстрадной песни «Беларусинки» (художественный руководитель Татьяна Молчан). После исполнения песни «Опера № 2» (из репертуара Витаса), был приглашен на съёмки в Москву в телевизионную программу «Смешные люди», где произошла встреча с Витасом.
В 2005 году при первом участии в отборочном туре «Детского Евровидения» в Минске Алексей представлял песню «Солнечный рай». Он занял 2 место по количеству голосов.
С 10 лет Алексей участвует в спектаклях в Государственном музыкальном театре, является участником детского вокального ансамбля Верасята при Государственном молодёжном театре эстрады.
Учился в общеобразовательной школе № 161 (на «отлично»), в киношколе.
Позднее поступил на учёбу в Белорусскую государственную академию искусств на специальность «режиссура телевидения».
Песню «С друзьями», с которой Алексей выступил перед всей Европой, он написал сам.
«У меня много хороших верных друзей, которые не бросят меня в беде. Поэтому я решил написать о них песню», — сказал Алексей после своей победы в национальном отборе.

## Родители
Отец — Жигалкович Александр Станиславович, 1972 г.р., врач-кардиохирург, кандидат медицинских наук. Окончил с отличием минскую школу № 3 с музыкальным уклоном по классу аккордеона, 8 лет был солистом в хоре.
Мать — Жигалкович Светлана Ивановна, 1972 г.р., акушер-гинеколог, преподаватель в медицинском колледже. Окончила с отличием музыкальную школу в Калинковичах по классу скрипки.

## Хобби, увлечения
Алексей любит играть в бильярд, боулинг, футбол.
Нравятся песни групп Breaking Benjamin, Ashes Remain, Professor Green, 30 Seconds to Mars.

## Награды и участие в конкурсах
- 2005 — Серебряная медаль на телеконкурсе «Золотой Цехин» (Болонья, Италия)
- 2006 — 2 место на детском конкурсе «Славянский базар» (Витебск, Белоруссия)[2]
- 2007 — 1 место на конкурсе «Песня-Магия» (Кранево, Болгария)
- 2007 — Победитель телеконкурса «Детское Евровидение» (Роттердам, Нидерланды)[3].